# Mike Fleck

Mike Fleck

Mike Fleck (* 1973 im Huntingdon County, Pennsylvania) ist ein US-amerikanischer Politiker der Republikanischen Partei.

## Leben
Fleck studierte an der Liberty University und an der Shippensburg University Geschichte. Er ist seit Januar 2007 Abgeordneter im Repräsentantenhaus von Pennsylvania.
Er wohnt in Three Springs, Pennsylvania.